# El Mechili
El Mechili (in arabo المخيلي‎?)  è un villaggio della Libia, situato nel distretto di Derna, nella regione della Cirenaica. Dista circa 274 km a est da Bengasi.

## Storia

### Eventi della Seconda guerra mondiale
El Mechili è stata teatro di alcuni importanti scontri durante la seconda guerra mondiale, per via della presenza di un forte di importanza strategica per la conquista della Cirenaica da parte delle truppe italo-tedesche. Il più noto di tali eventi bellici è la cosiddetta Battaglia di El Mechili, scontro avvenuto il 24 gennaio 1941.